# Neuroleon alexandrei
Neuroleon alexandrei är en insektsart som först beskrevs av Navás 1912.  Neuroleon alexandrei ingår i släktet Neuroleon och familjen myrlejonsländor. Inga underarter finns listade i Catalogue of Life.